# Dalibor Medic

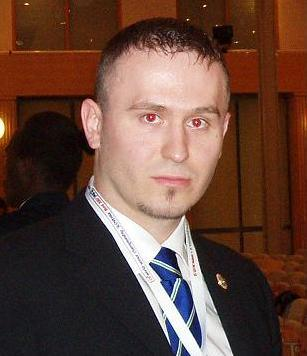
Dalibor Medic im April 2007 beim 17. ITF-Congress in Bled

Dalibor Medic (* 26. November 1979 in Wien) ist ein österreichischer Kampfsportler, Kampfsporttrainer und Sportfunktionär im Taekwondo in der Variante der International Taekwon-Do Federation. Dalibor Medic ist ISO-zertifizierter Personenschützer/Bodyguard und Ausbilder.

## Sportlerkarriere
Dalibor Medic wuchs in Wien auf und begann 1987 sich mit Selbstverteidigung und Kampfsport zu befassen. Seit 1992 trainiert er Taekwondo. In den Jahren 1995 bis 2000 betrieb er verschiedene Kampfsportarten. Medic ist mehrfacher österreichischer Meister der ANTF und gehörte mehrere Jahre zum Nationalteam. Er nahm erfolgreich an mehreren nationalen und internationalen Meisterschaften teil. Seit einigen Jahren arbeitet er intensiv an seinem eigenen Kampfstil, den er „JO-SHUA-DO-Stil“ nennt. Nach mehrjähriger Kampfpause kämpfte sich Dalibor Medic bei der ITF-Taekwondo-Europameisterschaft im Oktober 2007 in Tallinn ins Viertelfinale durch.

## Trainer
Medic ist ausgebildeter Militärpolizist und trainierte in seiner Militärzeit seine Einheit im Nahkampf und vor allem Taekwondo. Ab Februar 1999 war er Assistenztrainer und damit jüngster Trainer im ITF-Taekwondo in Österreich. Nach seinem Militärdienst 2000 übernahm er die Schule seines Meisters. Im Jahr 2000 gründete Dalibor Medic den JO-SHUA-DO FIGHT CLUB. 2002 coachte und trainierte Medic in Vertretung das österreichische Nationalteam bei den Offenen Deutschen Taekwondo-Meisterschaften in Dortmund, das mehrere Medaillen gewinnen konnte. Er leitete über ein Jahr lang das Training im Dojang (Trainingsstätte) des ITF-Hauptquartiers in Wien. Seit 2005 organisiert und leitet Medic mehrere Trainings- und Selbstverteidigungsseminare in Österreich. Seit September 2005 trainiert er das österreichische Nationalteam und bereitete es für die ITF-Taekwon-Do Weltmeisterschaft im slowenischen Bled vor, wo das österreichische Team ins Viertelfinale kam. Medic ist International Taekwon-Do Master Instructor VII. Dan (ITF) und International Umpire und wurde 2008 als Technical Advisor in die Taekwondo Hall of Fame aufgenommen.
Medic ist Personal Trainer und Functional Training Instructor.
Am 7. September 2018 wurde Master Dalibor Medic in Frankfurt am Main, von der International Taekwon-Do Federation Germany e.V, zum Bundeslehrwart für Deutschland ernannt.
Im Dezember 2019 wurde Master Dalibor Medic, in die ITMS - International Taekwon-Do Masters Society aufgenommen.

## Funktionär
Von 2003 bis 2005 übte er die Funktion des Vizepräsidenten der Power Taekwon-Do Federation Austria (PTF) (Vollkontakt) aus. Auf das Ersuchen des ITF-Hauptquartiers in Österreich wurde er im August 2005 vom ITF-Präsidenten Chang Ung beauftragt, den neuen österreichischen Taekwon-Do Verband Austrian National Taekwon-Do Federation beim Aufbau und bei der Neuorganisation des Verbandes zu unterstützen. Im September 2006 wurde er einstimmig vom ANTF-Vorstand zum Technischen Direktor gewählt. Seit 2006 ist er internationaler Schiedsrichter und offizieller Prüfer des österreichischen Taekwondo-Verbandes Austrian National Taekwon-Do Federation (ANTF). Bei der ITF-WM 2008 in Taschkent, der ITF-WM 2009 in Sankt Petersburg und der ITF-WM 2011 in Pjöngjang war er als Schiedsrichter eingesetzt.
Bei der außerordentlichen Generalversammlung am 24. November 2008 wurde Dalibor Medic vom österreichischen Taekwondo-Verband Austrian National Taekwon-Do Federation (ANTF) zum Vizepräsidenten gewählt.
Master Dalibor Medic wurde offiziell am 10. April 2009 in Teaneck, New Jersey USA für sein Lebenswerk ausgezeichnet und als ständiges Mitglied in die Taekwondo Hall of Fame aufgenommen.
Beim 19. Kongress der International Taekwon-Do Federation – ITF am 13. Oktober 2009
in Sankt Petersburg – Russland wurde International Instructor Dalibor Medic mit der
ITF OUTSTANDING INSTRUCTOR MEDAL 2009 ausgezeichnet.
Seit 16. November 2012 übt Dalibor Medic das Amt des Präsidenten des österreichischen Taekwondo-Verbandes Austrian National Taekwon-Do Federation (ANTF) aus.
Am 23. Dezember 2021 wurde Master Dalibor Medic zum Sekretär der ITF UNION Europe gewählt.
Die ITMS - International Taekwon-Do Masters Society, mit Sitz in Stuttgart - Deutschland, hat am 3. Februar 2022, Master Dalibor Medic ins Technical Committee aufgenommen.
Bei der außerordentlichen Generalversammlung der ITMS - International Taekwon-Do Masters Society, wurde Dalibor Medic am 15. März 2025 in Koblenz - Deutschland, zum Vizepräsidenten gewahlt.

## Besonderes
- Jahrelanges Nationalteam Mitglied und einer der Pioniere von TAEKWON-DO in Österreich
- Jüngster ITF-Taekwondo Trainer und Leiter von mehreren Dojang´s (Trainingsstätten) in Österreich – 1999
- Austrian national Coach – seit 2005
- Instructor im ITF-Hauptquartier Wien – seit 2005
- Am 10. April 2009 wurde Dalibor Medic in Teaneck, New Jersey USA für sein Lebenswerk ausgezeichnet und als ständiges Mitglied in die „Taekwondo Hall of Fame“ aufgenommen. 2021 wurde Master Medic erneut als National Director AUSTRIA bestätigt und als LIFETIME MEMBER ernannt.
- September 2013 Mitwirkender Komparse am Wiener Volkstheater in dem Stück Maria Stuart – „Das Killerkommando“ von Friedrich Schiller.
- Im Dezember 2014 gründet Dalibor Medic seine eigene Firma „Bodyguard Security Academy OG“ mit Sitz in Wien – wo er Personenschützer und Sicherheitspersonal mit jahrelanger Erfahrung ausbildet.
- Seit Jänner 2017 leitet Dalibor Medic diverse Internationale Seminare, Workshops und Lehrgänge im In- und Ausland – wo er seine jahrelangen erlernten Kampftechniken und Methoden an die Schüler weitergibt. Eines dieser Projekte ist das „SPARRING/FIGHT SEMINAR - LEVEL I-V“ (TAEKWON-DO & KICKBOXING) und ONE TAEKWONDO (ITF & WT), wo verschiedene Kampfsportarten und Kampftechniken kombiniert und angewendet werden.
- Im September 2018 hat er das Projekt „TAEKWON-DO FIT CLASS - WOMEN FOR WOMEN“ in Österreich ins Leben gerufen.
- Am 25. September 2021 wurde Dalibor Medic beim offiziellen neuen Guinness World Records Versuch in Wien, als Assistent und Zeuge von Muhamed HAMMERHAND Kahrimanovic, beim Bruchtest eingeladen und eingesetzt.

## Sportliche Erfolge

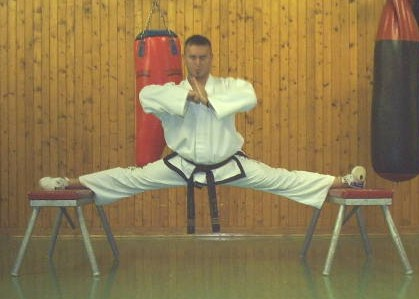
Dalibor Medic beim Training

- mehrfacher österr. Junior Meister in verschiedenen Kategorien 1992–1995
- Österreichischer Meister – Schwergewicht seit 2002
- 1. Platz Militaria Cup 1999
- 1. Platz Austrian Open 2002
- 1. Platz Black Belt Cup – AUSTRIA 2002
- 1. Platz Free Style Championships – Kuroshio 2003
- EM – Teilnahme – (Rijeka-Kroatien) 2003
- IMG – Teilnahme – (Pjöngjang-Korea) – Viertelfinalist 2006
- EM – Teilnahme – (Tallinn-Estland) – Viertelfinalist 2007

## Auszeichnungen

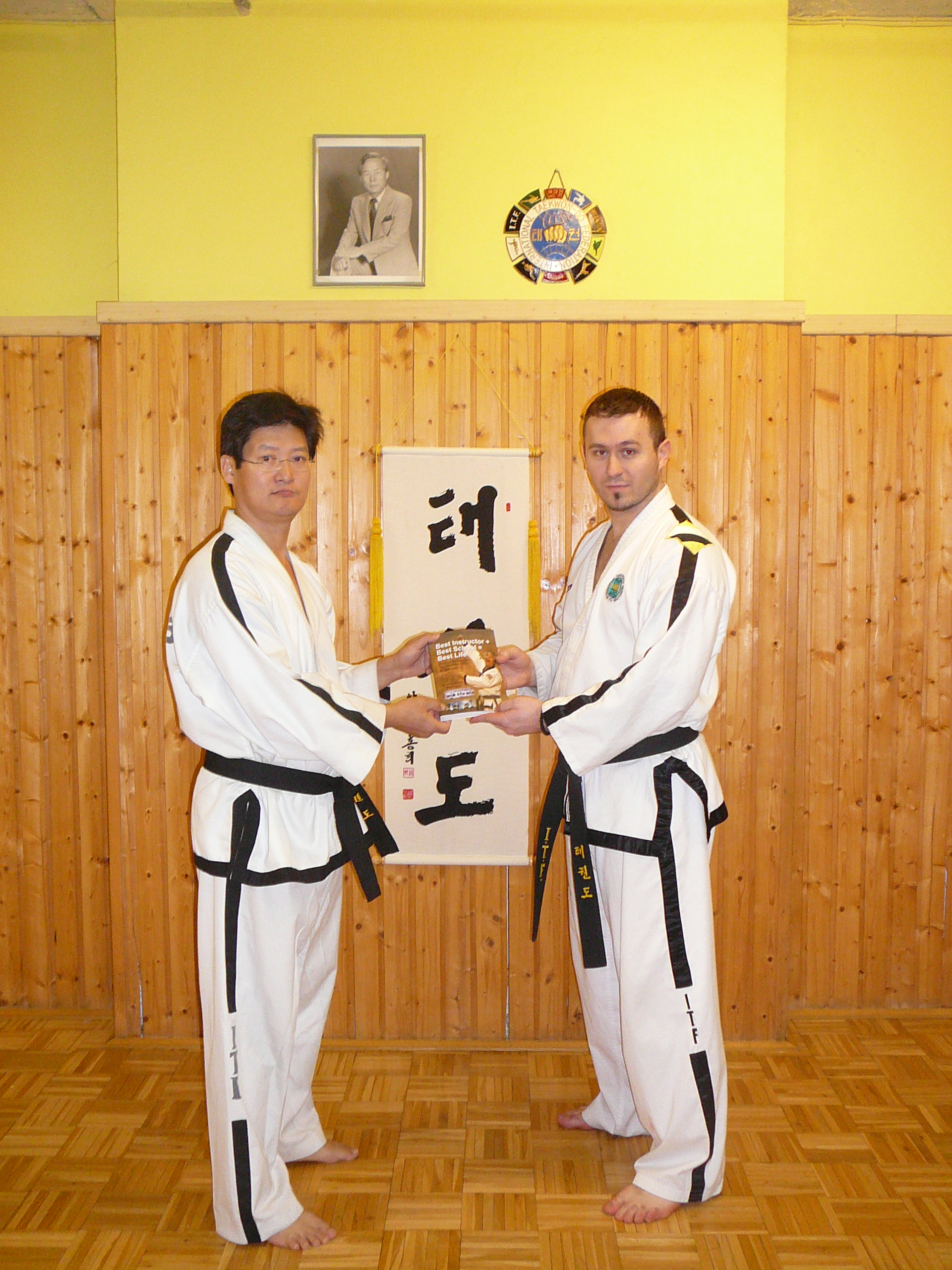
Auszeichnung vom ITF-HQ – Best Instructor and Best School 2008

- Best Instructor and Best School in Austria 2008

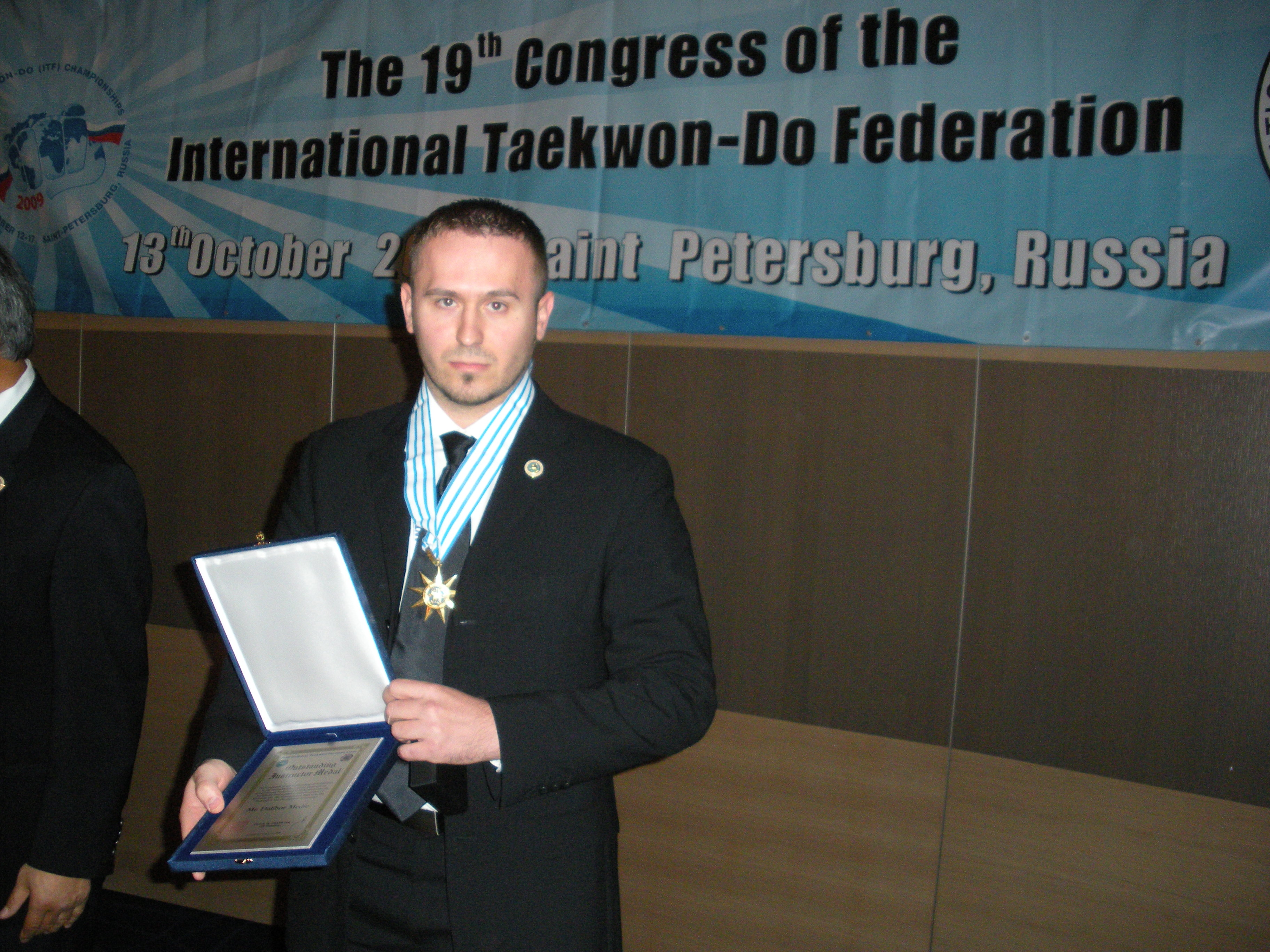
Auszeichnung beim ITF – Kongress 2009 in Sankt Petersburg – Russland

- Taekwondo Hall of Fame Awards 2009 – New Jersey USATaekwondo Hall of Fame Awards Ceremony 2009 – New Jersey USA

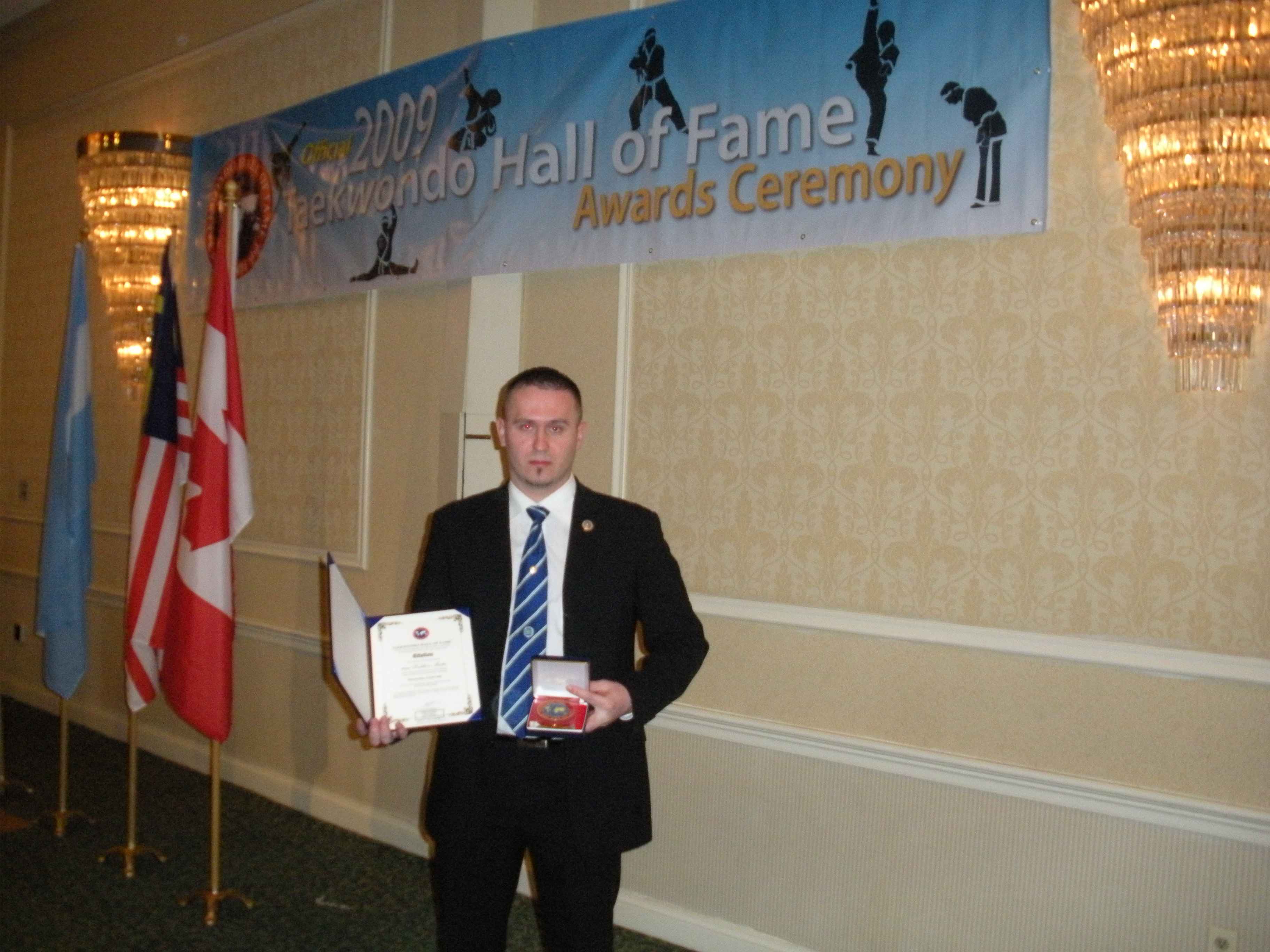
Taekwondo Hall of Fame Awards Ceremony 2009 – New Jersey USA

- ITF Outstanding Instructor Medal 2009 – Sankt Petersburg Russland

- Taekwondo Hall of Fame Awards 2013 – Las Vegas USA
- Taekwondo Hall of Fame Awards 2015 – „special guest“ – Zagreb Kroatien
- 1st Dubrovnik Open 2016 – Award „BEST COACH“
- 50th Years Taekwondo Klub Karlovac 2018 – Recognition for Dalibor Medic – Karlovac Kroatien
- Bundeslehrwart (Instructor) ITF Germany 2018 – Frankfurt am Main Deutschland
- Bundeslehrwart (Master)     ITF Germany 2021 – Koblenz Deutschland
- Honorary Master Award - ITF Germany 2021 – Herne Deutschland
- Hall of Fame - Martial Arts Europe 2022 (Bronze medal award ceremony) - Rheine Deutschland
- Taekwondo Hall of Fame Awards 2024 – München Deutschland
- Hall of Fame - Martial Arts Europe 2024 (Silver medal award ceremony) - Rheine Deutschland
- Star of Fame - "Großmeister Taekwondo 2025" Kampfsport SMETANIN - Frankfurt Deutschland

## Mitgliedschaften
- Taekwondo Hall of Fame ®
- ITF – International Taekwon-Do Federation
- ITMS – International Taekwon-Do Masters Society
- IMGC – International Martial Arts Games Committee
- WITC – World ITF Taekwon-Do Council
- ITF Union - International Taekwon-Do Federation Union
- ANTF – Austrian National Taekwon-Do Federation
- JSD – JO-SHUA-DO FIGHT CLUB Vienna
- ITF – Germany e.V.
- Taekwon-Do Fit Class Austria
- ASKÖ – Arbeitsgemeinschaft für Sport und Körperkultur in Österreich
- Postsportverein Wien – Sektion Futsal
- HSV – Heeressportverein Wien

## Kämpferprofil

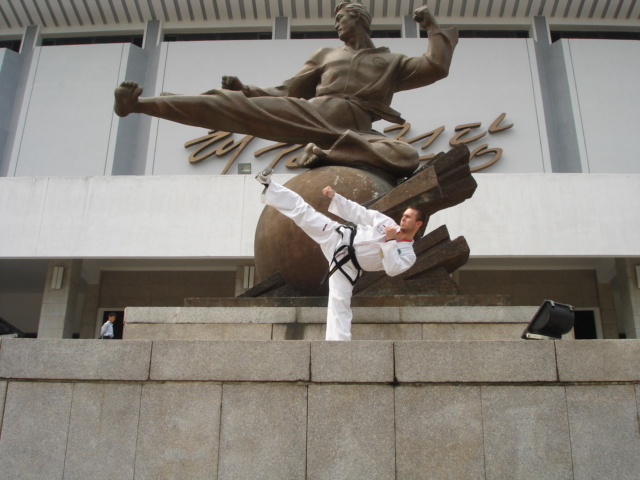
Dalibor Medic in Korea 2006

| Spitzname    | „Joshua“ & „Tiger“                        |
| Größe        | 183 cm                                    |
| Gewicht      | 97 kg                                     |
| Kampfgewicht | 95+ kg                                    |
| Club         | „JO-SHUA-DO FIGHT CLUB“                   |
| Stil         | ITF Taekwon-Do JO-SHUA-DO Stil Kickboxing |